# HD 43197
HD 43197は、おおいぬ座の方角に約200光年の距離にある、9等級のG型主系列星である。この恒星は太陽と比べて大きさはほぼ同じだが、表面温度は太陽りやや低温で、光度も太陽より暗い。また、金属量は太陽の2.5倍である。
| 太陽 | HD 43197  |
| ---- | --------- |
| 太陽 | Exoplanet |

## 惑星系
2009年、ラ・シヤ天文台の高精度視線速度系外惑星探査装置 (HARPS) による観測で、周囲を1年弱の周期で公転している木星型惑星 HD 43197 bが発見された。軌道離心率が非常に大きい極端な楕円軌道を公転しており、公転周期の約78%の期間においては主星のハビタブルゾーン内を公転するとみられている。2022年には、ヒッパルコス衛星とガイア衛星による5,000個以上の恒星のアストロメトリ観測のデータ分析が行われ、HD 43197系もその対象となった。アストロメトリ観測で惑星の軌道傾斜角を決定できれば、惑星の真の質量を求めることができるが、HD 43197 b においては真の質量を求められるほど軌道傾斜角の値に制約を課すことは出来なかった。一方でこの分析により、そのはるか外側を公転する別の惑星 HD 43197 c が存在していることが新たに確認された。HD 43197 c は地球に対してほぼ正面を向けた軌道を公転しており、仮に2つの惑星が同一平面上にあると仮定すると、HD 43197 b の真の質量は木星の約4倍となる。
| 名称 （恒星に近い順） | 質量                   | 軌道長半径 （天文単位） | 公転周期 (日)         | 軌道離心率         | 軌道傾斜角           | 半径 |
| --------------------- | ---------------------- | ----------------------- | --------------------- | ------------------ | -------------------- | ---- |
| b (Equiano)           | ≥0.553+0.052 −0.048 MJ | 0.882+0.035 −0.039      | 308.9+2.3 −2.8        | 0.742+0.07 −0.018  | —                    | —    |
| c                     | 7.868+1.760 −1.599 MJ  | 8.540+2.334 −1.584      | 9296.0+4133.0 −2422.1 | 0.149+0.112 −0.087 | 11.420+5.388 −3.070° | —    |

## 名称
2019年、世界中の全ての国または地域に1つの系外惑星系を命名する機会を提供する「IAU100 Name ExoWorldsプロジェクト」において、HD 43197 はナイジェリア連邦共和国に割り当てられる系外惑星系となった。このプロジェクトは、「国際天文学連合100周年事業」の一環として計画されたイベントの1つで、ナイジェリア国内での選考、国際天文学連合 (IAU) への提案を経て太陽系外惑星とその主星に固有名が承認されるものであった。2019年12月17日、IAUから最終結果が公表され、HD 43197はAmadioha、HD 43197 bはEquianoと命名された。これらは正義と人間の尊厳を表すナイジェリアの歴史上または神話上の人物を由来としており、Amadioha は、イボ族の神話に登場する正義や愛、平和、統一の雷神に、Equiano は、ナイジェリアのアナンブラ州イヒアラ出身で、奴隷制度廃止運動家として不公正と奴隷貿易の排除のために戦った Olaudah Equianoに、それぞれちなんで名付けられた。